# Todier
Todier är en liten fågelfamilj, Todidae med det enda släktet Todus, med små skogslevande arter som enbart förekommer i Karibien.

## Utbredning och taxonomi
Todierna utgör en familj inom ordningen praktfåglar (Coraciiformes) som i övrigt omfattar kungsfiskare, motmoter, biätare, blåkråkor och markblåkråkor. Familjen omfattar det enda  släktet Todus. Gruppens arter förekommer i skogsbiotoper i Västindien. Puerto Rico, Jamaica och Kuba med närliggande öar har en art var, och Hispaniola har två, där brednäbbad todi förekommer på låglandet (inklusive Île de la Gonâve) och smalnäbbad todi på höglandet.

## Utseende
Todierna väger mellan 5 och 7 gram och har en längd på 10–11,5 cm. De har färgstarka fjäderdräkter och påminner om kungsfiskarna, med grönt huvud, ovansida och vingar, röd strupe (endast frånvarande hos subadult Puerto Ricotodi, brednäbbad todi, och smalnäbbad todi) och gula undre stjärttäckare. Undersidan är i övrigt ljus men färgen varierar mellan arterna. Arternas iris är ljust grå. De har långa, och precis som många andra insektssnappande arter en tillplattad näbb, som också har sågtandade kanter. Övre näbbhalvan är svart och den nedre är röd med lite svart. Benen, och speciellt foten är liten. Todierna har många läten som de ofta nyttjar, förutom Jamaikatodi som sällan låter utanför häckningssäsongen. Deras läten är enkla, omelodiösa surrande, pipande och guturala rasslande läten och vid varje ton blåser den upp strupen. De kan producera ett vinande läte med vingarna som främst hörs i spelflykten hos Puert Ricotodin.

## Ekologi

### Föda
Todierna lever främst av insekter, speciellt gräshoppor, syrsor, skalbaggar, fjärillar, bin, getingar och myror. De tar även spindlar, tusenfotingar, små ödlor och en mindre mängd frukt. Det senare utgör ungefär 2 % av dess föda. Typiskt för todierna är att de sitter still på en smal gren ganska nära marken, antingen ensam eller i par. De förflyttar sig på grenen i sidled likt papegojor. När de lokaliserat ett byte på undersidan av ett blad, flyger de diagonlat uppåt och plockar bytet från bladet i flykten. De kan även ta byten direkt ifrån marken, och ibland förföljer de bytet hoppande på marken. De flyger enbart kortare sträckor och är mycket stillasittande. Den längsta uppmätta sträckan är 40 meter tillryggalagd av en brednäbbad todi. De är som mest aktiva på morgnar då solen kommer fram efter regn, och i mars och september.

### Häckning
Som andra grupper med praktfåglar häckar todierna i tunnlar som de gräver med näbb och fötter i branter eller ruttnande trädgrenar. Tunnlarna är 30 cm långa hos kubansk todi och smalnäbbad todi, 30-0 cm hos brednäbbad todi och avslutas med en kammare, som vanligtvis inte återanvänds. De lägger i snitt fyra runda vita ägg. Båda föräldrarna ruvar men är förvånansvärt ouppmärksamma på äggen. Ungarna är bostannare och blir i boet tills de kan flyga. Båda föräldrarna tar hand om ungarna och ger dem då desto mer uppmärksamhet. De kan mata varje unge upp till 140 gånger per dag, vilket är den högsta matningsfrekvensen som man känner till bland fåglar.

## Arter
- Kubatodi (Todus multicolor)
- Brednäbbad todi (Todus subulatus)

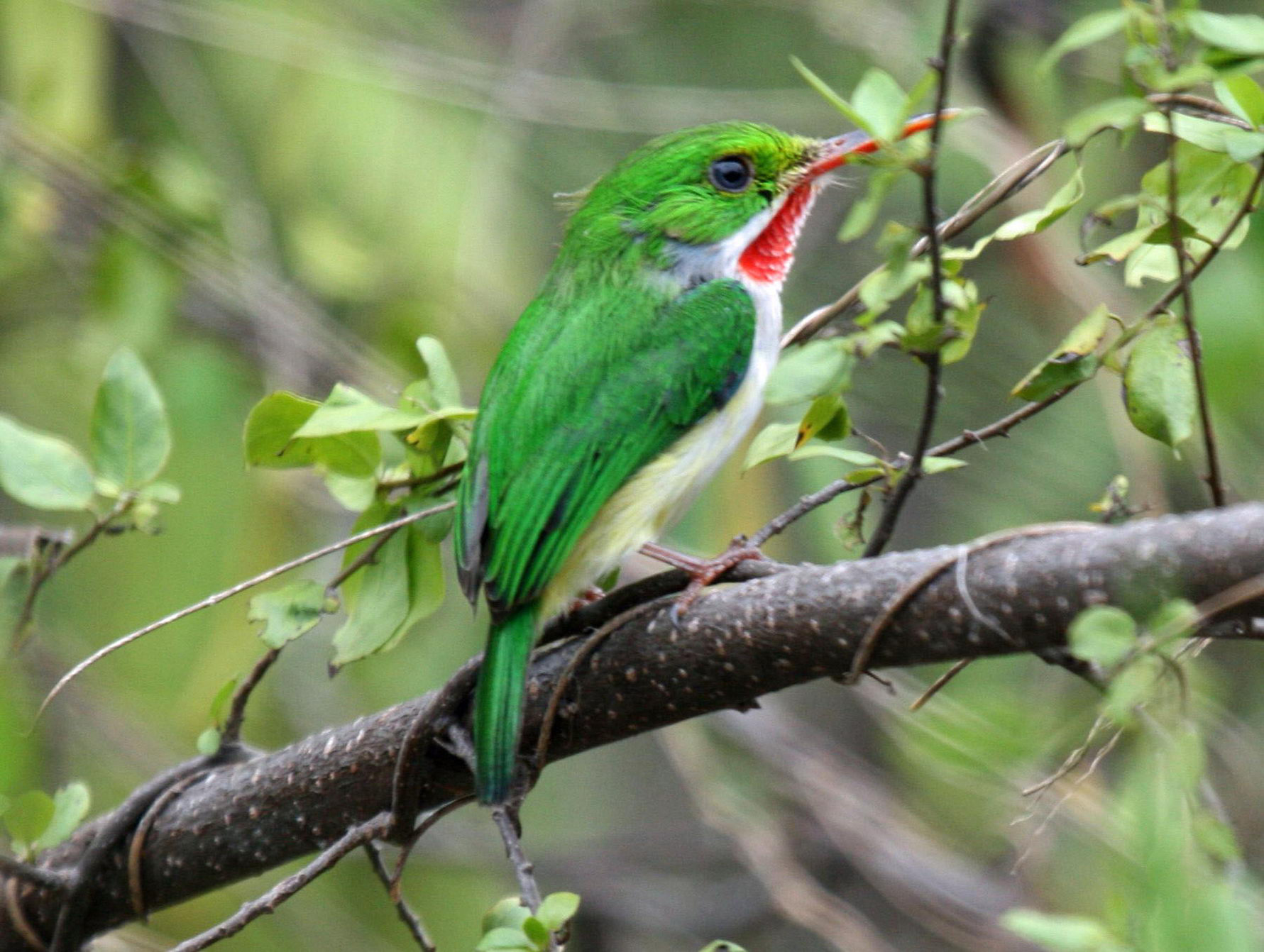
Puertoricotodi

- Smalnäbbad todi (Todus angustirostris)
- Jamaicatodi (Todus todus)
- Puertoricotodi (Todus mexicanus)

### Fossila arter
Ett förhistoriskt släkte, Palaeotodus, är känt genom fossil. Denna förhistoriska art daterad till tidig oligocen, upptäcktes i Frankrike och har senare även återfunnits i Tyskland, vilket indikerar att familjen en gång i tiden förekom över ett mycket större område.